# Baker (cràter)
Baker és un cràter d'impacte en el planeta Venus de 109 km de diàmetre. Porta el nom de Joséphine Baker (1906-1975), ballarina estatunidenca nacionalitzada francesa, i el seu nom va ser aprovat per la Unió Astronòmica Internacional el 1994.